# Pessopteryx
Pessopteryx is een geslacht van uitgestorven ichthyosauriërs uit het Vroeg-Trias (Olenekien) van Svalbard, Noorwegen. Het geslacht bevatte oorspronkelijk de vier soorten Pessopteryx nisseri, Pessopteryx arctica, Pessopteryx pinguis en Pessopteryx minor, die in 1910 werden benoemd door Carl Wiman. De geslachtsnaam is afgeleid van het Grieks pessos, 'damsteen', en pteryx, 'vleugel', een verwijzing naar de schijfvormige kootjes in de flippers.
Pessopteryx is een problematisch geslacht. Pessopteryx nisseri, gebaseerd op een concept van een skelet zonder gegeven inventarisnummer, wordt nog het vaakst als geldig beschouwd. De soortaanduiding eert William Patrick Nisser en zijn familie die de expedities financieel ondersteunde. Wiman had een grote hoeveelheid losse botten uit de ledematen, wervels en tanden gevonden, waarvan hij vermoedde dat die van één soort afkomstig waren. Het lukte hem niet die tot één skelet te combineren. Wiman wees al het materiaal uit de Sticky Keep Formation, daterend uit het Olenekien, aan de soort toe, behalve drie opperarmbeenderen. Het meeste materiaal kan in feite van Besanosaurus zijn. Die is veel later benoemd op basis van veel beter materiaal; de meeste onderzoekers beschouwen Pessopteryx daarom maar als een nomen dubium. Een andere benadering onderkent dat Wiman ook omphalosaurisch materiaal beschreef. Dat leidde ertoe dat Pessopteryx hernoemd werd tot een Omphalosaurus nisseri en door Maisch onderscheiden van een Rotundopteryx hulkei, het ichthyosaurisch materiaal. Toen Rotundopteryx een bezette naam bleek, hernoemde hij het tot een Merriamosaurus hulkei. Specimen PMU 24591 werd aangewezen als lectotype. Christopher McGowan wees er echter op dat het overduidelijk was dat Wiman met de naam een ichthyosauriër bedoeld had. Rotundopteryx hulkei en Merriamosaurus hulkei zijn in hun optiek subjectieve jongere synoniemen van Pessopteryx nisseri.
Als Pessopteryx niet gelijk is aan Besanosaurus zou het als alternatief een verwant kunnen zijn van Shastasaurus sikanniensis. In dat geval wordt het daarvan onderscheiden door een meer langwerpige achterrand van het opperarmbeen, en de aanwezigheid op de humerus van duidelijke facetten voor het articuleren met het spaakbeen en de ellepijp.
Pessopteryx arctica en Pessopteryx pinguis, beide gebaseerd op een enkel opperarmbeen, worden ook beschouwd als nomina dubia (wellicht gaat het om oude exemplaren van Besanosaurus), terwijl Pessopteryx minor werd toegewezen aan het slecht ondersteunde geslacht Isfjordosaurus, een mogelijk lid van de Hupehsuchia.  